# Dreaming from the Waist
Pistes de The Who by Numbers
Squeeze Box Imagine a Man
Dreaming From the Waist est une chanson du groupe britannique The Who, parue sur l'album The Who By Numbers en 1975. 

## Caractéristiques
Il s'agit d'une des chansons les plus complexes de l'album. L'introduction est similaire aux refrains: il s'agit d'une piste de guitare acoustique jouant des accords assez inhabituels sur une pédale d'harmonie en La. Plusieurs pistes de guitare électrique viennent se greffer sur ce squelette. Les couplets présentent toute l'énergie habituelle des Who, avec une rythmique virtuose préparée par Keith Moon. John Entwistle livre ici une ligne de guitare basse qui prouve la maîtrise que l'homme avait de son instrument. Les chœurs durant les refrains sont particulièrement éthérés et oniriques. La chanson se termine en un long solo de guitare L'atmosphère de la chanson se situe entre le désespoir et l'exaltation.
Comme plusieurs autres chansons de The Who by Numbers, ce titre exprime les sentiments très personnels de Pete Townshend. Ici s'entremêlent des images d'impuissance et de peur. Le refrain précise : « Je rêve du jour où je pourrai me contrôler » (I'm dreaming of the day I can control myself). On pourrait interpréter cette chanson comme le cri de Townshend, pris entre deux âges : « Je suis trop vieux pour abandonner, trop jeune pour me reposer » (I'm too old to give up and too young to rest). Mais le texte reste assez polysémique.
Dreaming From the Waist est la seule chanson de The Who By Numbers à être devenue un morceau joué régulièrement sur scène. Ceci s'explique car elle était le véhicule parfait pour le jeu particulièrement virtuose de John Entwistle. Une version live est disponible parmi les bonus de l'album.